# 슈도모나스 파라풀바
슈도모나스 파라풀바(학명: Pseudomonas parafulva)는 슈도모나스속에 속하는 그람음성균이다. 다른 생명체에 기생하며 살아가며, 귀부균을 억제하여 식물과 공생하기도 한다.